# 아내 (1976년 영화)
"아내"는 1976년에 개봉한 대한민국의 영화이다.

## 캐스팅
- 태현실
- 박근형
- 한은진
- 이일웅
- 김혜인
- 김혜정
- 최우성
- 최우정
- 김지영
- 김경난
- 권일정
- 석인수
- 이예민
- 홍동은
- 김애라
- 김신명
- 김웅
- 전숙
- 박예숙
- 고유미
- 조학자
- 김기범
- 최석
- 박동룡
- 신동욱
- 심상현
- 이백
- 박일
- 최재호
- 윤일주
- 오세장
- 사원배
- 양춘
- 임예심
- 김소저
- 최연수
- 임성포